# Заара (Грайц)
Заара (нім. Saara) — громада в Німеччині, розташована в землі Тюрингія. Входить до складу району Грайц. Складова частина об'єднання громад Мюнхенбернсдорф.
Площа — 8,52 км². Населення становить 582 ос. (станом на 31 грудня 2021).

## Галерея

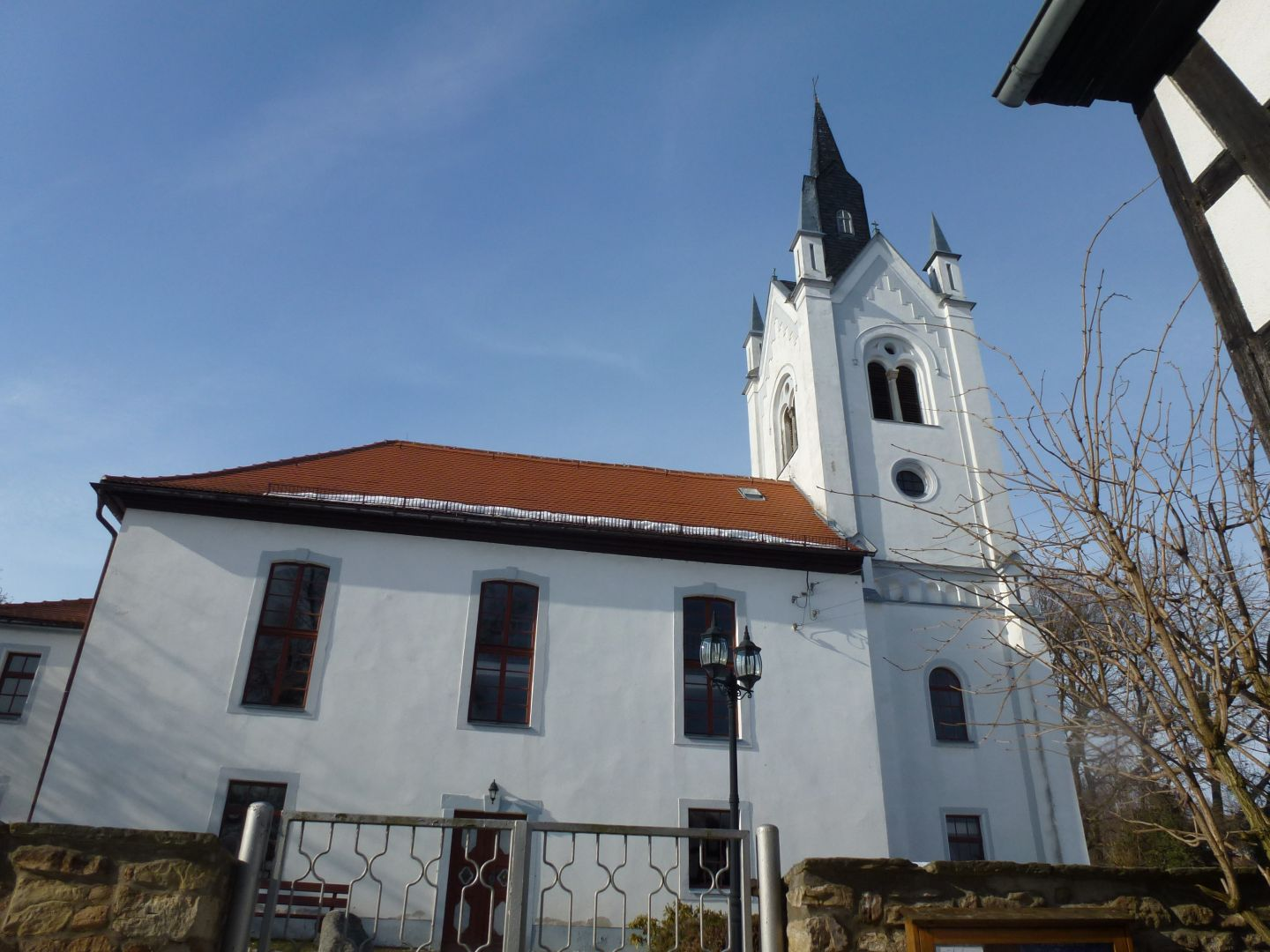